# Mazabanes z Jerozolimy
Mazabanes z Jerozolimy – trzydziesty piąty biskup Jerozolimy; sprawował urząd w latach 251–260.